# Diocesi di Taichung
La diocesi di Taichung (in latino: Dioecesis Taichungensis) è una sede della Chiesa cattolica a Taiwan suffraganea dell'arcidiocesi di Taipei. Nel 2022 contava 29.152 battezzati su 4.739.000 abitanti. È retta dal vescovo Martin Su Yao-wen.

## Territorio
La diocesi comprende la special municipality di Taichung e le contee di Changhua e di Nantou, nella parte centro-occidentale dell'isola di Taiwan.
Sede vescovile è la città di Taichung, dove si trova la cattedrale di Gesù Salvatore.
Il territorio si estende su 7.836 km² ed è suddiviso in 68 parrocchie, raggruppate in 5 decanati.

## Storia
La prefettura apostolica di Taichung fu eretta il 10 agosto 1950 con la bolla Ut catholicae fidei di papa Pio XII, ricavandone il territorio dalla prefettura apostolica di Kaohsiung (oggi diocesi).
Il 16 aprile 1962 la prefettura apostolica è stata elevata a diocesi con la bolla Cum Deo iuvante di papa Giovanni XXIII.

## Cronotassi dei vescovi
Si omettono i periodi di sede vacante non superiori ai 2 anni o non storicamente accertati.
- William Francis Kupfer, M.M. † (26 gennaio 1951 - 25 giugno 1986 ritirato)
- Joseph Wang Yu-jung † (25 giugno 1986 - 25 giugno 2007 ritirato)
- Martin Su Yao-wen, dal 25 giugno 2007

## Statistiche
La diocesi nel 2022 su una popolazione di 4.739.000 persone contava 4.739.000 battezzati, corrispondenti allo 0,6% del totale.
| anno | popolazione | popolazione | popolazione | presbiteri | presbiteri | presbiteri | presbiteri                | diaconi | religiosi | religiosi | parrocchie |
| anno | battezzati  | totale      | %           | numero     | secolari   | regolari   | battezzati per presbitero | diaconi | uomini    | donne     | parrocchie |
| ---- | ----------- | ----------- | ----------- | ---------- | ---------- | ---------- | ------------------------- | ------- | --------- | --------- | ---------- |
| 1969 | 41.383      | 2.622.660   | 1,6         | 96         | 61         | 35         | 431                       |         | 49        | 164       | 42         |
| 1980 | 36.533      | 3.468.099   | 1,1         | 66         | 10         | 56         | 553                       |         | 68        | 154       | 41         |
| 1990 | 32.014      | 3.622.134   | 0,9         | 69         | 18         | 51         | 463                       |         | 81        | 133       | 43         |
| 1999 | 33.679      | 3.889.135   | 0,9         | 72         | 24         | 48         | 467                       |         | 72        | 135       | 53         |
| 2000 | 34.102      | 3.974.261   | 0,9         | 70         | 24         | 46         | 487                       |         | 64        | 132       | 53         |
| 2001 | 34.603      | 4.023.179   | 0,9         | 70         | 25         | 45         | 494                       |         | 61        | 129       | 53         |
| 2002 | 34.861      | 4.034.000   | 0,9         | 68         | 26         | 42         | 512                       |         | 55        | 119       | 53         |
| 2003 | 35.241      | 4.050.000   | 0,9         | 64         | 26         | 38         | 550                       |         | 49        | 113       | 53         |
| 2004 | 35.580      | 4.100.000   | 0,9         | 86         | 27         | 59         | 413                       |         | 100       | 106       | 54         |
| 2010 | 26.395      | 4.235.174   | 0,6         | 65         | 24         | 41         | 406                       |         | 53        | 116       | 71         |
| 2014 | 28.679      | 4.523.421   | 0,6         | 61         | 24         | 37         | 470                       |         | 55        | 95        | 71         |
| 2017 | 26.287      | 4.530.000   | 0,6         | 58         | 24         | 34         | 453                       |         | 34        | 157       | ?          |
| 2020 | 24.332      | 4.582.137   | 0,5         | 63         | 23         | 40         | 386                       |         | 40        | 115       | 71         |
| 2022 | 29.152      | 4.739.000   | 0,6         | 59         | 21         | 38         | 494                       |         | 38        | 110       | 68         |